# 227151 Desargues
227151 Desargues este o planetă minoră (asteroid) din centura de asteroizi. A fost descoperită pe 10 august 2005 la Saint-Sulpice de Bernard Christophe⁠(d). 
Obiectul prezintă o orbită caracterizată de o semiaxă mare de 2,3671913034104 UAi, o excentricitate de 0,19, o înclinație de 0,6 ° în raport cu ecliptica.